# 순천시의 시내버스
순천시의 시내버스는 전라남도 순천시를 중심으로 운행하는 버스를 이용한 대중교통 수단으로, 운수업체로는 순천교통과 동신교통이 있다. 2014년을 기준으로 약 200여대의 시내버스 차량이 인가되어 있으며, 매년 평균 1500만명의 인원을 수송하고 있다.

## 운임
현행 운임 제도는 2021년 6월 10일부터 시행되었으며, 대체 지급 수단인 교통카드로는 마이비 카드를 비롯하여 캐시비,티머니 카드,레일플러스 카드도 사용 가능함. 2024년 10월 1일 부터 요금 기준이다.
| 종류 | 나이                    | 현금 (원) | 카드 (원) |
| ---- | ----------------------- | --------- | --------- |
| 일반 | 어른 (만 19세 이상)     | 1,700     | 1,600     |
| 일반 | 청소년 (만 13세 ~ 18세) | 1,360     | 100       |
| 일반 | 어린이 (만 7세 ~ 12세)  | 850       | 100       |

시계외 요금은 구간 제도가 적용되어 노선에 따라 최대 5단계의 요금이 징수되고 있다. 시계외로 같은 거리를 이용하더라도 신고되어 있는 요금에 따라 노선마다 각기 다른 운임이 징수될 수 있다. 여수 방면 960번 노선은 전 구간 기본 운임을 징수하며, 이에 따라 96번 노선도 여수공항까지는 기본 운임을 징수하고 있다.

## 운수 업체
2015년 11월 기준이다.
| 운행업체 | 등록대수 |
| -------- | -------- |
| 동신교통 | 49       |
| 순천교통 | 119      |
| 합계     | 168      |

## 순천시 차적의 버스 노선

### 도시형버스
전 차량 입석형 시내버스로 운행되나, 일부 노선은 좌석형 시내버스로 운행한다.
| 노선 번호 | 운행 업체 | 운행구간            | 운행구간 | 운행구간                       | 경유지 | 배차 간격 (분) | 운행 횟수                                         | 비고 |
| --------- | --------- | ------------------- | -------- | ------------------------------ | --- | -------------- | ------------------------------------------------- | --- |
| 1         | 동신교통  | 해룡대안            | ↔        | 선암사                         | 해룡대안, 소안, 연향마을, 팔마경기장, 명말, 이마트, 역전시장, 순천역, 중앙초등학교, 아랫장, 순천종합버스터미널, 남문파출소, 남교오거리, 중앙시장, 의료원로터리, 웃장, 구 삼산중학교, 북초등학교, 순천대학교, 삼산동행정복지센터, 순천경찰서, 가곡시영A, 고지삼거리, 고지마을, 원가곡, 제일고등학교, 가곡대광로제비앙, 서면농협, 북차, 서면행정복지센터, 임촌, 동산, 월산, 당천, 구만리, 개운, 학구삼거리, 대구, 대구1구, 서면대구2리, 대구2구, 서면송암사, 월내, 용계, 월계리용계, 원다리, 승주읍행정복지센터, 서평마을, 승주보건지소, 사현, 농업기술센터, 숭주우체국, 승주어린이집, 농업기술센터, 숭주우체국, 사현, 승주보건지소, 승주농협, 송전, 선학, 죽학, 무학, 괴목, 괴목, 선암사 | 40~60분        | 12회                                              | 2020년 3월 22일 평중리 시종착 폐지 및 운행횟수 감회 막차 제일고까지만 운행                                                                         |
| 2         | 동신교통  | 해룡대안            | ↔        | 삼거동                         | 해룡대안, 소안, 연향마을, 팔마경기장, 명말, 이마트, 역전시장, 순천역, 중앙초등학교, 아랫장, 순천종합버스터미널, 순천종합버스터미널, 순천문화원, 성동다리, 성동초등학교, 중앙동행정복지센터, 의료원로터리, 중앙시장, 남교정문앞, 원동교, 옥천현대A, 동원솔향기맑은터A, 옥천정수장, 옥천정수장위, 아교마을, 삽다리마을, SOS마을, 노두, 범죽마을, 범죽, 노번입구, 와룡노변, 노변, 노변마을, 삼거, 송학.풍치, 공원묘지입구, 삼거마을 | 100~130분      | 9회                                               | 2020년 4월 13일 기점 변경 막차 55번 차량으로 운행, 의료원까지만 운행                                                                               |
| 5         | 동신교통  | 청암대학교          | ↔        | 조곡동행정복지센터             | 청암대학, 국가정원(서문), 국가정원,(동문), 세영아파트, 명말, 팔마경기장, 연향마을.전남동부지역본부, 호반A입구.청소년문화의집, 연향부영2차, 산림조합, 금당대주파크빌, 정원에코힐A, 해룡농협, 신흥중.폴리텍대학, 부영8차, 조례초.폴리텍대학, 국민은행, 덕연동행정복지센터, 덕연동행정복지센터앞.송보A, 덕우마을, 덕암아남A, 덕암마을, 구암마을, 풍덕중입구, 이마트, 역전시장, 순천역, 순천역서측, 청춘창고, 조곡삼거리, 철도운동장, 철도마을박물관, 금호타운 철도관사, 수정맨션 철도관사, 조곡동행정복지센터 | 120~170분      | 8회                                               | 2019년 11월 15일 신설 2019년 12월 26일 감회 2021년 1월 4일 경유지변경 주말, 국공휴일 미운행                                                        |
| 14        | 동신교통  | 검단산성            | ↔        | 석현저수지 (조비마을)          | 검단산성차고지, 대법, 대법입구, CGV신대점, 중흥2차아파트, 증흥1차아파트, 증흥메가타운입구, 신대입구, 좌야입구, 창터, 호반2차, 호반1차, 율산, 부영2차, 연향우체국, 구암교, 풍덕중입구, 이마트, 역전시장, 순천역, 중앙초등학교, 아랫장, 순천종합버스터미널, 남문파출소, 남교오거리, 중앙시장, 의료원로터리, 웃장, 구 삼산중학교, 북초등학교, 순천대, 가곡대주A, 원석현, 향림현대A, 절산, 석현저수지 [조비연장운행: 석현동산수정, 범골교, 향림농원, 에덴가든, 향림실버빌, 오궁산장, 아남산장, 불영사, 성산요양원, 조비] | 20~30분        | 30회                                              | 2017년 11월 23일 조비행 운행 폐지 2020년 2월 25일 기.종점 변경 2021년 1월 11일 종점연장 1일 8회 조비마을까지 연장운행                              |
| 15        | 동신교통  | 해룡대안            | ↔        | 고산                           | 해룡대안, 소안, 연향마을, 팔마경기장, 명말, 이마트, 역전시장, 순천역, 중앙초등학교, 아랫장, 순천종합버스터미널, 남문파출소, 남교오거리, 중앙시장, 의료원로터리, 웃장, 구 삼산중학교, 북초등학교, 순천대, 삼산동행정복지센터, 순천경찰서, 가곡시영A, 고지삼거리, 고지마을, 원가곡, 제일고, 가곡대광로제비앙, 서면농협, 북차, 서면행정복지센터, 임촌, 동산, 월산, 당천, 구만리, 둔대, 개운, 학구삼거리, 대구, 대구1구, 서면대구2리, 대구2리, 서면송암사, 월내, 용계, 월계리용계, 원다리, 승주읍사무소, 서평마을, 승주보건지소, 사현, 농업기술센터, 승주우체국, 승주어린이집, 농업기술센터, 사현, 승주보건지소, 서평마을, 승주읍행정복지센터, 내동, 사제, 강촌, 연동, 용선, 송정, 지동, 백현, 대장, 축내, 축내, 고산 | 180~240분      | 6회                                               | |
| 16        | 동신교통  | 해룡대안            | ↔        | 낙안읍성                       | 해룡대안, 소안, 연향마을, 팔마경기장, 명말, 이마트, 역전시장, 순천역, 중앙초등학교, 아랫장, 순천종합버스터미널, 남문파출소, 남교오거리, 중앙시장, 의료원로터리, 웃장, 구 삼산중학교, 북초등학교, 순천대, 삼산동행정복지센터, 순천경찰서, 가곡시영A, 고지삼거리, 고지마을, 원가곡, 제일고, 가곡대광로제비앙, 서면농협, 북차, 서면사무소, 임촌, 동산, 월산, 당찬, 구만리, 둔대, 개운, 학구삼거리, 대구, 대구1구, 서면대구2리, 대구2리, 서면송암사, 월내, 용계, 월계리용계, 원다리, 승주읍사무소, 서평마을, 승주농협, 송전, 칠성, 선학, 죽학, 유천, 오수골, 율치, 남정, 남강, 석정, 신전, 금산, 용깅, 목촌, 목촌리, 수정, 상송마을, 금둔사, 낙안온천, 성북, 낙안읍성 3.1운동 기념공원 | 180~240분      | 4회                                               | 선암사 2회 운행 남정 3회 운행 |
| 18        | 동신교통  | 해룡대안            | ↔        | 승주유흥 (신전)                | 해룡대안, 소안, 연향마을, 팔마경기장, 명말, 이마트, 역전시장, 순천역, 중앙초등학교, 아랫장, 순천종합버스터미널, 남문파출소, 남교오거리, 중앙시장, 의료원로터리, 웃장, 구 삼산중학교, 북초등학교, 순천대, 삼산동행정복지센터, 순천경찰서, 가곡시영A, 고지삼거리, 고지마을, 원가곡, 제일고, 가곡대광로제비앙, 서면농협, 북차, 서면행정복지센터, 임촌, 동산, 월산, 당천, 구만리, 둔대, 개운, 학구삼거리, 대구, 대구1구, 서면대구2리, 대구2리, 서면송암사, 월내, 용계, 월계리용계, 원다리, 승주읍행정복지센터, 서평마을, 승주보건지소, 사현, 농협기술센터, 승평마을, 순천기상대, 평지, 학구, 봉곡, 등계, 전경대, 중촌, 유동, 유서, 흑석 | 120~140분      | 5회                                               | 신전 3회 운행 |
| 19        | 동신교통  | 주암광천            | ↔        | 광천 순환                      | 왕대, 후곡, 유경, 이읍, 문성, 운룡, 백록, 화평, 오산, 용전, 창촌, 죽림마을, 자원순환센터 | 20~70분        | 총 20회                                           | 2014년 10월 21일 경유지 추가 지역순환 노선 시간 마다 경유지 모두 다름                                                                              |
| 20        | 동신교통  | 삼산중학교,신기마을 | ↔        | 국민은행                       | 삼산중학교, 매안초교, 증흥2차아파트, 증흥1차아파트, 증흥메가타운입구, 신대입구, 좌야입구, 창터, 호반2차, 호반1차, 율산, 부영2차, 부영1차, 연향중학교, 신한은행, 연향동성A, 국민은행 신기마을 출발시: 신기마을, 신기입구, 신흥, 해룡종합복지센터, 해룡면행정복지센터, 농산물도매시장, 남가, 대가, 중흥메가타운입구, 신대증훙메가타운, 승평중학교, 부영CC, 신대중흥8차아파트, 삼산중학교, 매안초교, 중흥2차아파트, 중흥1차아파트, 중흥메가타운입구, 신대입구, 좌야입구, 창터, 호반2차, 호반1차, 율산, 부영2차, 부영1차A, 연향중학교, 신한은행, 연향동성A, 국민은행, 신한은행, 연향동부A, 연향현대A, 부영2차, 부영1차, 율산, 호반1차, 호반2차, 창터, 좌야입구, 신대입구, 중흥메가타운입구, 중흥1차아파트, 중흥2차아파트, 매안초교, 매안초교입구, 삼산중학교 | 60~140분       | 12회                                              | 2020년 5월 27일 신설 2021년 1월 4일 경유지변경 주말, 국공휴일 미운행 2021년 10월 18일 신기마을-삼산중학교 신설                                     |
| 21        | 순천교통  | 제일고              | ↔        | 신성포 (전남테크노파크)        | 제일고, 원가곡, 고지마을, 가곡시영A, 신기, 순천경찰서, 문화예술회관, 예술회관, 석현주공A, 매곡서한이다음A, 매곡A지구, 웃장, 그림책도서관, 성동초교, 성동다리, 시청, 남교오거리, 남문파출소, 순천종합버스터미널, 아랫장, 중앙초등학교, 순천역, 이마트, 홈플러스, 명말, 팔마경기장, 소안.순천만잡월드, 대안, 마산, 풍덕,에코촌, 서가, 농산물도매시장, 성산, 대법입구, 대법, 선월삼거리, 선월, 통천입구, 몰랑, 충무초등학교, 신성마을, 신성포 [율촌산단 연장운행 시: 왜성, 현대하이스코, 나라판넬, 율촌변전소, 신소재사업화지원센터, 전남테크노파크, (주)신텍, 세아제강, 현대스틸, 삼우중공업, 제일테크노스, 현대하이스코 순환운행] | 70분           | 10회                                              | 운행 시간 중 6회는 신성포까지만 운행 주말 7회로 감축 운행                                                                                          |
| 22        | 순천교통  | 제일고              | ↔        | 신성포                         | 제일고, 원가곡, 고지마을, 가곡시영A, 신기, 순천경찰서, 문화예술회관, 향림맨션, 용당동아A, 효산고, 용당삼성A.팔마고, 용당한양수자인A, 용당망북, 공단입구, 서면주공2차, 강청, 공단사거리, 화물공영차고지, 화정.압곡, NC백화점, 조례시영A.법원, 왕조1동행정복지센터, 신월, 여성문화회관, 부영2차, 율산, 호반1차, 호반2차, 창터, 좌야입구, 신대입구, 증흥5차아파트, 증흥3차아파트, 광주은행신대점, 매안초교입구, CGV신대점, 대법입구, 대법, 선월삼거리, 선월, 통천입구, 몰랑, 충무초등학교, 신성마을, 신성포 | 110~280분      | 4회                                               | 2016년 9월 7일 경유지 변경 주말 미운행 |
| 23        | 순천교통  | 제일고              | ↔        | 삼성 (광양 세풍)               | 제일고, 원가곡, 고지마을, 가곡시영A, 신기, 순천경찰서, 문화예술회관, 예술회관, 석현주공A, 매곡서한이다음A, 매곡A지구, 웃장, 그림책도서관, 성동초교, 성동다리, 시청, 남교오거리, 남문파출소, 순천종합버스터미널, 중앙초등학교, 순천역, 이마트, 홈플러스, 명말, 팔마경기장, 소안.순천만잡월드, 대안, 마산, 풍덕.에코촌, 서가, 농수산물도매시장, 성산, 송산, CGV신대점, 향매, 산두, 부흥, 부흥마을, 세풍초등학교, 삼성 | 110~220분      | 8회                                               | |
| 25        | 순천교통  | 제일고              | ↔        | 해룡용전                       | 제일고, 원가곡, 고지마을, 가곡시영A, 신기, 순천경찰서, 문화예술회관, 예술회관, 석현주공A, 매곡서한이다음A, 매곡A지구, 웃장, 그림책도서관, 성동초교, 성동다리, 시청, 남교오거리, 남문파출소, 순천종합버스터미널, 중앙초등학교, 순천역, 이마트, 홈플러스, 명말, 팔마경기장, 소안.순천만잡월드, 대안, 마산, 풍덕.에코촌, 서가, 월전, 정도ENG, 용전 첫차 운행 시: 신성포, 신성마을, 충무초등학교, 몰랑, 통천입구, 선월, 선월삼거리, 구상마을, 구상, 용전[복편: 제일고 행] | 200~330분      | 4회                                               | 첫차 신성포 출발 |
| 30        | 동신교통  | 검단산성            | ↔        | 월등운월                       | 검단산성차고지, 대법, 대법입구, CGV신대점, 매안초교, 중흥2차아파트, 증흥1차아파트, 증흥메가타운입구, 신대입구, 좌야입구, 창터, 호반2차, 호반1차, 율산, 호반A입구.청소년문화의집, 연향마을.전남동부지역본부, 연향마을, 팔마경기장, 명말, 이마트, 역전시장, 순천역, 증앙초등학교, 아랫장, 순천종합버스터미널, 남문파출소, 남교오거리, 중앙시장, 의료원로터리, 웃장, 구 삼산중학교, 북초등학교, 순천대, 삼산동행정복지센터, 순천경찰서, 가곡시영A, 고지삼거리, 고지마을, 원가곡, 제일고, 가곡대광로제비앙, 서면농협, 북차, 서면행정복지센터, 임촌, 동산, 월산, 당천, 구만리, 둔대, 개운, 학구(서면), 송치휴게소, 송치재, 송치, 계월, 망룡삼거리, 백야.상수평, 괴목역, 괴목삼거리, 농곡, 장선, 운곡, 신성, 지사골, 화지, 월등면사무소, 월평, 둔대, 유평, 신월, 율지, 월곡, 병운 | 140~180분      | 7회                                               | 2020년 4월 13일 기점 변경 순환 노선 |
| 31        | 동신교통  | 검단산성            | ↔        | 월등운월                       | 검단산성차고지, 대법, 대법입구, CGV신대점, 매안초교, 중흥2,아파트, 증흥1차아파트, 증흥메가타운입구, 신대입구, 좌야입구, 창터, 호반2차, 호반1차, 율산, 호반A입구.청소년문화의집, 연향마을.전남동부지역본부, 연향마을, 팔마경기장, 명말, 이마트, 역전시장, 순천역, 증앙초등학교, 아랫장, 순천종합버스터미널, 남문파출소, 남교오거리, 중앙시장, 의료원로터리, 웃장, 구 삼산중학교, 북초등학교, 순천대, 삼산동행정복지센터, 순천경찰서, 가곡시영A, 고지삼거리, 고지마을, 원가곡, 제일고, 가곡대광로제비앙, 서면농협, 북차, 서면행정복지센터, 임촌, 동산, 월산, 당천, 구만리, 둔대, 개운, 학구(서면), 송치휴게소, 송치재, 송치, 계월, 망룡삼거리, 백야.상수평, 괴목역, 괴목삼거리, 괴목삼거리, 괴목역, 백야.상수평, 망룡삼거리, 용암, 주동, 망룡, 섬계.당산, 두지, 송산, 갈평, 월평, 둔대, 유평, 신월, 율지, 월곡, 병운 | 140~260분      | 6회                                               | 2020년 4월 13일 기점 변경 순환 노선 |
| 32        | 동신교통  | 검단산성            | ↔        | 서면죽청 (청소년수련소)        | 검단산성차고지, 대법, 대법입구, CGV신대점, 매안초교입구, 광주은행신대점, 증흥3차아파트, 증흥5차아파트, 증흥메가타운입구, 대가, 남가, 남가아랫마을, 송산마을, 성산, 농산물도매시장, 월전, 서가, 풍덕.에코촌, 마산, 대안, 소안, 연향마을, 팔마경기장, 명말, 이마트, 역전시장, 순천역, 중앙초등학교, 아랫장, 순천종합버스터미널, 남문파출소, 남교오거리, 중앙시장, 의료원로터리, 웃장, 구 삼산중학교, 북초등학교, 순천대, 삼산동행정복지센터, 순천경찰서, 가곡시영A, 고지삼거리, 고지마을, 원가곡, 제일고, 가곡대광로제비앙, 서면농협, 북차, 서면행정복지센터, 임촌, 동산, 장애인복지관, 운평, 월곡, 당천, 용당, 죽동, 죽청, 청소년수련원 | 115~150분      | 6회                                               | 2019년 2월 15일 기점 변경 청소년수련소 4회 운행 |
| 33        | 동신교통  | 검단산성            | ↔        | 황전비촌                       | 검단산성차고지, 대법, 대법입구, CGV신대점, 매안초교, 중흥2차아파트, 증흥1차아파트, 증흥메가타운입구, 신대입구, 좌야입구, 창터, 호반2차, 호반1차, 율산, 호반A입구.청소년문화의집, 연향마을.전남동부지역본부, 연향마을, 팔마경기장, 명말, 이마트, 역전시장, 순천역, 증앙초등학교, 아랫장, 순천종합버스터미널, 남문파출소, 남교오거리, 중앙시장, 의료원로터리, 웃장,구 삼산중학교, 북초등학교, 순천대, 삼산동행정복지센터, 순천경찰서, 가곡시영A, 고지삼거리, 고지마을, 원가곡, 제일고, 가곡대광로제비앙, 서면농협, 북차, 서면행정복지센터, 임촌, 동산, 월산, 당천, 구만리, 둔대, 개운, 학구(서면), 송치휴게소, 송치재, 송치, 계월, 망룡삼거리, 백야.상수평, 괴목역, 괴목삼거리, 황학입구, 발산, 월산, 내구.약수.외구, 봉덕, 남암, 용서, 용림1구, 용림2구, 구례구역, 복호, 비촌, 혜우전통차, 비촌입구, 칠안, 비촌입구, 비촌 | 60~100분       | 13회                                              | 2020년 4월 13일 기점 변경 첫차 칠안 출발 |
| 34        | 동신교통  | 검단산성            | ↔        | 황전구룡 (산영)                | 검단산성차고지, 대법, 대법입구, CGV신대점, 매안초교, 중흥2차아파트, 증흥1차아파트, 증흥메가타운입구, 신대입구, 좌야입구, 창터, 호반2차, 호반1차, 율산, 호반A입구.청소년문화의집, 연향마을.전남동부지역본부, 연향마을, 팔마경기장, 명말, 이마트, 역전시장, 순천역, 증앙초등학교, 아랫장, 순천종합버스터미널, 남문파출소, 남교오거리, 중앙시장, 의료원로터리, 웃장,구 삼산중학교, 북초등학교, 순천대, 삼산동행정복지센터, 순천경찰서, 가곡시영A, 고지삼거리, 고지마을, 원가곡, 제일고, 가곡대광로제비앙, 서면농협, 북차, 서면행정복지센터, 임촌, 동산, 월산, 당천, 구만리, 둔대, 개운, 학구(서면), 송치휴게소, 송치재, 송치, 계월, 망룡삼거리, 백야.상수평, 괴목역, 괴목삼거리, 황학입구, 발산, 월산, 내구.약수.외구, 봉덕, 남암입구, 금평마을, 선변, 교동, 건천, 대치, 도롱, 모전입구, 임선,각문, 회룡, 미초, 신기, 구룡 | 60분           | 11회                                              | 2020년 4월 13일 기점 변경 산영 4회 운행 |
| 35        | 동신교통  | 검단산성            | ↔        | 황전구룡 (산영)                | 검단산성차고지, 대법, 대법입구, CGV신대점, 매안초교, 중흥2차아파트, 증흥1차아파트, 증흥메가타운입구, 신대입구, 좌야입구, 창터, 호반2차, 호반1차, 율산, 호반A입구.청소년문화의집, 연향마을.전남동부지역본부, 연향마을, 팔마경기장, 명말, 이마트, 역전시장, 순천역, 증앙초등학교, 아랫장, 순천종합버스터미널, 남문파출소, 남교오거리, 중앙시장, 의료원로터리, 웃장,구 삼산중학교, 북초등학교, 순천대, 삼산동행정복지센터, 순천경찰서, 가곡시영A, 고지삼거리, 고지마을, 원가곡, 제일고, 가곡대광로제비앙, 서면농협, 북차, 서면행정복지센터, 임촌, 동산, 월산, 당천, 구만리, 둔대, 개운, 학구(서면), 송치휴게소, 송치재, 송치, 계월, 망룡삼거리, 백야.상수평, 괴목역, 괴목삼거리, 괴목역, 수평마을, 상수평마을, 하검, 청매영농매실, 상검, 농소, 하평, 상평, 하평, 저촌, 각문, 회룡, 미초, 신기, 구룡 | 100~270분      | 5회                                               | 2020년 4월 13일 기점 변경 첫차 산영 회차 일부시간 상평마을 경유                                                                                    |
| 36        | 동신교통  | 괴목                | ↔        | 괴목                           | 1. 농선, 대평, 운월 2. 백야, 계월, (복:상동)이문 3. 백야, 망룡, 섬계(복: 병운, 월등면사무소, 농선) 4. 황학, 본황, 모전 | 30~60분        | 총 19회 1. 4회 2. 7회 3. 4회 4. 4회               | 2020년 4월 13일 운행시간 변경 지역순환 노선 시간 마다 경유지 모두 다름                                                                             |
| 37        | 동신교통  | 황전면사무소        | ↔        | 황전면사무소                   | 1. 약수, 내구 2. 대치, 임선, 내임선 3. 용서, 칠안, 비촌, 신계 4. 약수, 외구, 덕계 5. 봉성, 죽동, 내동(복:죽동, 죽동입구, 괴목) 6. 발산, 신촌, 자은 | 30~60분        | 총 16회 1. 3회 2. 4회 3. 2회 4. 2회 5. 3회 6. 2회 | 2014년 10월 20일 신설 2019년 4월 22일 기점 변경 지역순환 노선 시간 마다 경유지 모두 다름                                                           |
| 51        | 동신교통  | 검단산성            | ↔        | 서면구상                       | 검단산성차고지, 대법, 대법입구, CGV신대점, 매안초교입구, 광주은행신대점, 중흥3차아파트, 중흥5차아파트, 증흥메가타운입구, 신대입구, 금당대광로제비앙A, 금당중흥5차A, 연향부영2차A, 강남중앙교회앞, 풍덕중입구, 이마트, 역전시장, 순천역, 중앙초등학교, 아랫장, 순천종합버스터미널, 남문파출소, 남교오거리, 중앙시장, 의료원로터리, 웃장, 구 삼산중학교, 북초등학교, 순천대, 삼산동행정복지센터, 순천경찰서, 가곡시영A, 고지삼거리, 고지마을, 원가곡, 제일고, 가곡대광로제비앙, 서면농협, 북차, 서면행정복지센터, 동산초등학교, 순천교도소, 서면포레나A, 강청, 압곡, 건천마을, 용림, 마륜, 구상마을입구, 학동, 연동, 흥대, 구상마을 | 120~140분      | 6회                                               | 2019년 4월 15일 기점, 경유지 변경 |
| 52        | 순천교통  | 제일고              | ↔        | 청암대                         | 제일고, 가곡대광로제비앙, 서면농협, 북차, 서면행정복지센터, 동산초등학교, 순천교도소, 서면포레나A, 강청, 서면주공2차, 공단입구, 용당망북, 용당한양수자인A, 용당삼성A, 용당현대A, 용당동아A, 문화예술회관, 삼산동행정복지센터, 순천대학교, 북초등학교, 구 삼산중학교, 웃장, 의료원로터리, 중앙시장, 남교오거리, 남문파출소, 순천종합버스터미널, 아랫장, 중앙초등학교, 순천역, 이마트, 삼산맨션, 풍덕주공A, 철우아파트, 남산중학교, 호반베르디움, 대광로제비앙, 골드클래스, 진아리채, 국가정원(서문), 청암대학 | 10~20분        | 72회                                              | 2018년 4월 3일 52-1번과 통합 주말 51회로 감축 운행                                                                                                 |
| 53        | 동신교통  | 검단산성            | ↔        | 서면 청소 심원                 | 검단산성차고지, 대법, 대법입구, CGV신대점, 매안초교입구, 광주은행신대점, 중흥3차아파트, 중흥5차아파트, 증흥메가타운입구, 신대입구, 좌야입구, 창터, 호반2차, 호반1차, 율산, 호반A입구.청소년문화의집. 연향마을.전남동부지역본부, 풍덕초등학교, 세영아파트, 이마트, 역전시장, 순천역, 중앙초등학교, 아랫장, 순천종합버스터미널, 남문파출소, 남교오거리, 중앙시장, 의료원로터리, 웃장, 구 삼산중학교, 북초등학교, 순천대학교, 삼산동행정복지센터, 순천경찰서, 가곡시영A, 고지삼거리, 고지마을, 원가곡, 제일고, 가곡대광로제비앙, 서면농협, 북차, 서면행정복지센터, 동산초등학교, 순천교도소, 서면포레나A, 지본입구, 금평, 지본리, 순천대실습장, 지본마을, 서면구룡, 서면지본리, 노은(일성레미콘), 노은마을, 판교2구, 판교, 판교리, 추동, 삼정지, 송내, 원동, 청소리, 정혜사, 청소마을, 청소, 청소리산수정, 청수4교, 심원교, 심원                                                                                                  | 60~80분        | 14회                                              | 2020년 4월 13일 기점 변경 |
| 55        | 동신교통  | 가곡신영아파트      | ↔        | 순천역 (삼거마을)              | 1. 가곡시영아파트, 순천경찰서, 순천여자중학교, (구)삼산중학교, 매산여자고등학교.삼풍A, 공마당삼거리, 향동행정복지센터, 문화의거리, 순천의료원, 중앙시장, 남교정문앞(남초교), 옥천현대A, 저전3통이화빌라앞, 정충사, 성진아파트.아트빌, 한림맨션입구, 서광맨선, 남정현대아파트, 남제동행정복지센터, 순천고등학교, 순천종합버스터미널, 아랫장, 중앙초등학교, 순천역서측 2. 가곡시영아파트, 순천경찰서, 순천여자중학교, (구)삼산중학교, 매산여자고등학교.삼풍A, 공마당삼거리, 향동행정복지센터, 문화의거리, 순천의료원, 중앙시장, 남교정문앞(남초교), 옥천현대A, SOS어린이마을, 노두, 범죽, 노변, 송학.풍치, 공원묘지입구, 삼거마을 | 75~130분       | 9회                                               | 2017년 1월 1일 신설 2017년 11월 23일 조비행 운행 폐지 2019년 6월 3일 기점 변경 2019년 7월 8일 경유지변경 일 1회 삼거행 운행 주말, 국공휴일 미운행  |
| 56        | 순천교통  | 제일고              | ↔        | 범암 (왕조대동)                | 제일고, 가곡대광로제비앙, 선평삼거리, 순천교도소, 서면포레나A, 강청, 서면공단, 미주제강, 해원엠에스씨, 당본, 예원아파트, (주)파루, 공단입구, 용당망북, 용당한양수자인A, 용당삼성A.팔마고, 용당현대A, 용당동아A, 문화예술회관, 삼산동행정복지센터, 순천대학교, 북초등학교, 구 삼산중학교, 웃장, 의료원로터리, 중앙시장, 남교오거리, 남문파출소, 순천종합버스터미널, 아랫장, 중앙초등학교, 순천역서측, 청춘창고, 조곡삼거리, 철도운동장, 이수중학교, 덕암동, 덕암현대A, 명지장미A, 조례현대5차A, 봉화초등학교, 주공3/4차, 봉화그린빌, 조례대림A, 왕조우체국, 순천병원, 강남여고, 두지마을, 법원.검찰청, 범암, 왕지, 현남마을, 대동 | 35~50분        | 16회                                              | 왕조대동 11회(주말 10회) 운행 주말 15회로 감축운행                                                                                                 |
| 59        | 순천교통  | 제일고              | ↔        | 조례대림A                      | 제일고, 원가곡, 고지마을, 가곡시영A, 신기, 순천경찰서, 문화예술회관, 향림맨션, 용당동아A, 효산고, 용당삼성A.팔마고, 용당한양수자인A, 용당망북, 공단입구, 서면주공2차, 강청, 공단사거리, 화물공영차고지, 화정.압곡, NC백화점, 조례시영A.법원, 왕조우체국, 조례주공6/7차, 신월, 순천공고후문, 국민은행, 조례주공1차, 명지장미A, 벽산아파트, 이수중학교, 철도운동장, 조곡삼거리, 청춘창고, 순천역서측, 중앙초등학교, 아랫장, 순천종합버스터미널, 남문파출소, 남교오거리, 중앙시장, 의료원로터리, 중앙동행정복지센터, 선거관리위원회, 둑실, 금강메트로빌, 석호아파트, 주공3/4차, 봉화그린빌(복편:주공5차A), 조례대림A | 11~30분        | 44회                                              | 2020년 7월 1일 감회 일요일 31회로 감축 운행 |
| 59-1      | 순천교통  | 제일고              | ↔        | 조례대림A                      | 제일고, 원가곡, 고지마을(복편), 용당순천의봄A, 용당e편한세상A, 용당하나로마트, 용당동아A, 효산고, 용당삼성A.팔마고, 용당한양수자인A, 용당망북, 공단입구, 서면주공2차, 강청, 공단사거리, 화물공영차고지, 화정.압곡, NC백화점, 조례시영A.법원, 왕조우체국, 조례주공6/7차, 신월, 순천공고후문, 국민은행, 조례주공1차, 명지장미A, 벽산아파트, 이수중학교, 철도운동장, 조곡삼거리, 청춘창고, 순천역서측, 중앙초등학교, 아랫장, 순천종합버스터미널, 남문파출소, 남교오거리, 중앙시장, 의료원로터리, 중앙동행정복지센터, 선거관리위원회, 둑실, 금강메트로빌, 석호아파트, 주공3/4차, 봉화그린빌(복편:주공5차A), 조례대림A | 36~45분        | 24회                                              | 2020년 7월 1일 신설 일요일 18회로 감축 운행 |
| 60        | 순천교통  | 제일고              | ↔        | 승주서동 (상사미곡)            | 제일고, 원가곡, 고지마을, 가곡시영A, 신기, 순천경찰서, 삼산동행정복지센터, 순천대, 북초등학교, 구 삼산중학교, 웃장, 의료원로터리, 중앙시장, 시청, 순천문화원, 장대공원.평화공원, 청춘창고, 순천역, 중앙초등학교, 아랫장, 순천종합버스터미널, 순천고등학교, 성남교회, 남제동행정복지센터, 신흥, 순천제일대학교, 덕월신보A, 청암대학, 소라마을, 선암, 신곡, 신곡마을, 월곡, 교곡, 가정가스, 우산보, 흘산, 당촌, 상사면행정복지센터, 은빛마을, 동백, 상사조절지댐, 장수, 수자원공사, 용계, 구계, 상사호입구, 도월, 미곡, 황금산장, 기룡, 기룡마을, 승주읍유평리, 유평리, 원예체험관, 승주농협, 승주농협, 성산마을, 서동마을 | 130~150분      | 7회                                               | 1회 상사미곡까지 운행 |
| 61        | 순천교통  | 제일고              | ↔        | 낙안읍성 (흥림)                | 제일고, 원가곡, 고지마을, 가곡시영A, 신기, 순천경찰서, 삼산동행정복지센터, 순천대학교, 북초등학교, 구 삼산중학교, 웃장, 의료원로터리, 중앙시장, 시청, 순천문화원, 장대공원.평화공원, 청춘창고, 순천역, 중앙초등학교, 아랫장, 순천종합버스터미널, 순천고등학교, 성남교회, 남제동행정복지센터, 신흥, 순천제일대학교, 덕월신보A, 청암대, 소라마을, 선암, 신곡마을, 월곡, 교곡, 관남, 마륜, 마륜, 마륜보건소, 화수목마을, 도예마을, 상사비촌입구, 용암, 회룡, 동부원, 대궐가든, 나그네가든, 쌍지.노동, 노동, 석정, 신전, 금산, 용깅, 목촌마을, 목촌리, 수정, 상송마을, 군둔사, 낙안온천, 성북, 낙안읍성 3.1운동 기념공원 (왕복: 신전~신촌~화목~흥림) | 180분          | 5회                                               | 2014년 10월 21일 경유지 추가 3회 흥림까지 운행 |
| 62        | 순천교통  | 제일고              | ↔        | 상사초곡 (기동)                | 제일고, 원가곡, 고지마을, 가곡시영A, 신기, 순천경찰서, 삼산동행정복지센터, 순천대학교, 북초등학교, 구 삼산중학교, 웃장, 의료원로터리, 중앙시장, 시청, 순천문화원, 장대공원.평화공원, 청춘창고, 순천역, 중앙초등학교, 아랫장, 순천종합버스터미널, 순천고등학교, 성남교회, 남제동주민센터, 신흥, 순천제일대학교, 덕월신보A, 청암대, 소라마을, 선암, 신곡마을, 월곡, 상사교곡, 관남, 연동,상연동, 오곡, 오산, 선동, 서동, 상사비촌, 상사비촌입구, 용암, 회룡, 동부원, 대궐가든, 나그네가든, 쌍지. 노동, 운곡입구,쌍지, 해룡, 초곡마을, 초곡삼거리, 초곡마을회관, 기동, 중현 | 120~140분      | 6회                                               | 3회 기동까지 운행 |
| 63        | 순천교통  | 제일고              | ↔        | 고인돌공원 (송광사경유)        | 제일고, 원가곡, 고지마을, 가곡시영A, 신기, 순천경찰서, 삼산동행정복지센터, 순천대학교, 북초등학교, 구 삼산중학교, 웃장, 의료원로터리, 중앙시장, 시청, 순천문화원, 장대공원.평화공원, 청춘창고, 순천역, 중앙초등학교, 아랫장, 순천종합버스터미널, 순천고등학교, 성남교회, 남제동행정복지센터, 신흥, 순천제일대학교, 덕월신보A, 청암대, 소라마을, 선암, 신곡마을, 월곡, 교곡, 관남, 마륜, 마륜, 마륜보건소, 화수목마을, 도예마을, 상사비촌입구, 용암, 회룡, 동부원, 대궐가든, 나그네가든, 쌍지.노동, 운곡입구, 쌍지, 운곡입구, 쌍지, 어은, 초곡입구, 지경, 다연사, 간원, 창녕, 가정마을, 가정, 낙안불재, 민속자연휴양림, 낙안면행정복지센터, 낙안읍성 3.1운동 기념공원, 상북, 서내, 상송, 하송, 낙안효자실버빌, 순천은병원, 외서면농소, 농소, 덕치, 장산, 외서면사무소, 외서농협, 구암, 쌍율, 하율, 금성, 신촌, 장동, 송광초등학교, 승남중학교, 이읍, 덕산, 승광면사무소, 신정, 산척, 곡천, 곡천, 고인동공원, 내우산, 외우, 외우 | 80분           | 10회                                              | 막차 낙안읍성 경유 송광사 경유 1회 |
| 64        | 순천교통  | 제일고              | ↔        | 상사응령                       | 제일고, 원가곡, 고지마을, 가곡시영A, 신기, 순천경찰서, 삼산동행정복지센터, 순천대, 북초등학교, 구 삼산중학교, 웃장, 의료원로터리, 중앙시장, 시청, 순천문화원, 장대공원.평화공원, 청춘창고, 순천역, 중앙초등학교, 아랫장, 순천종합버스터미널, 순천고등학교, 성남교회, 남제동행정복지센터, 신흥, 순천제일대학교, 덕월신보A, 청암대학, 소라마을, 선암, 신곡, 신곡마을, 월곡, 교곡, 가정가스, 우산보, 흘산, 당촌, 상사면행정복지, 문화마을, 응령입구, 상사초등학교, 서정, 서정, 응령마을 | 50~70분        | 16회                                              | 공휴일 8회로 감축 운행 |
| 66        | 순천교통  | 제일고              | ↔        | 인안초교 (조례)                | 제일고, 원가곡, 용당순천의봄A, 용당e편한세상A, 용당하나로마트, 문화예술회관, 삼산동행정복지센터, 순천대학교, 북초등학교, 구 삼산중학교, 웃장, 중앙시장, 의료원로터리, 남교오거리, 남문파출소, 순천종합버스터미널, 아랫장, 중앙초등학교, 순천역, 이마트, 홈플러스, 블루시안(명말), 대주피오레, 국가정원(동문), 국가정원(서문), 청암대학, 도사동행정복지센터, 통천, 통천마을, 금성, 도사초등학교, 교통공원, 교량, 학동, 동너, 금전, 신창, 신석, 서편, 순천만습지, 신풍, 간동, 안지, 수동, 월평, 인월동조례 | 15~40분        | 32회                                              | 2014년 4월 20일 신설 2019년 9월 1일부터 증회 2020년 7월 1일 경유지변경 및 증회 주말 19회로 감축 운행                                               |
| 68        | 동신교통  | 검단산성            | ↔        | 낙안구기 (옥산,송기마을, 검암) | 검단산성차고지, 대법, 대법입구, CGV신대점, 매안초교, 증흥2차아파트, 신대교, 신대증흥8차아파트, 부영CC, 평화, 복성고입구, 삼동, 신원아르시스, 부영6차.청솔A, 금당대주파크빌, 산림조합, 부영2차, 호반A입구.청소년문화의집, 연향마을. 전남동부지역본부, 연향마을, 팔마경기장, 명말, 이마트, 역전시장, 순천역, 중앙초등학교, 아랫장, 순천종합버스터미널, 순천고등학교, 성남교회, 남제동행정복지센터, 신흥, 순천제일대학교, 덕월신보A, 청암대학, 소라마을, 선암, 신곡마을, 월곡, 상사교곡, 관남, 마륜, 마륜, 마륜보건소, 화수목마을, 도예마을, 상사비촌입구, 상사비촌입구, 용암, 회룡, 동부원, 대궐가든, 나그네가든, 쌍지.노동, 운곡입구, 쌍지, 운곡입구, 쌍지, 어은, 초곡입구, 지경, 다연사, 간원, 창녕, 가정마을, 가정, 낙안불재, 민속자연휴양림, 낙안면사무소, 낙안읍성 3.1운동 기념공원, 낙안중학교, 교촌, 신정, 내동, 심내, 운동, 낙안세광교회, 노암, 낙안배영농조합, 이곡, 신기, 동림, 구기시계                               | 120분          | 8회                                               | 2020년 4월 13일 기점 변경 4회 옥산 경유 막차 순천역까지만 운행                                                                                     |
| 69        | 동신교통  | 검단산성            | ↔        | 대룡동 대동                    | 검단산성차고지, 대법, 대법입구, CGV신대점, 매안초교입구, 광주은행신대점, 중흥3차아파트, 증흥5차아파트, 증흥메가타운입구, 대가, 남가, 남가아랫마을, 송산마을, 성산, 농산물도매시장, 월전, 서가, 풍덕.에코촌, 마산, 대안, 소안, 팔마경기장, 명말, 이마트, 역전시장, 순천역, 중앙초등학교, 아랫장, 순천종합버스터미널, 순천고등학교, 성남교회, 남제동행정복지센터, 한경아파트, 하나로마트, 호반베르디움, 오천그린광장, 국가정원(서문), 오산마을복지회관, 오림회관, 오림, 흥두, 내동, 금성, 통천마을, 통천, 도사동주민센터, 소라마을, 선암, 신곡마을, 양률교, 야흥, 영일택시, 대동, 대룡마을 (야흥마을경유) | 50~80분        | 7회                                               | 2014년 10월 21일 경유지 추가 2019년 4월 22일 기점, 경유지 변경 일부시간 야흥마을 경유                                                              |
| 71        | 순천교통  | 제일고              | ↔        | 드라마촬영장                   | 제일고, 원가곡, 고지마을, 가곡시영A, 신기, 순천경찰서, 삼산동행정복지센터, 순천대학교, 북초등학교, 구 삼산중학교, 웃장, 의료원로터리, 중앙시장, 남교오거리, 남문파출소, 순천종합버스터미널, 아랫장, 중앙초등학교, 순천역, 이마트, 명말입구, 구암교, 한국병원, 덕연동행정복지센터, 연향동성A, 신한은행, 연향동부A, 연향현대A, 부영2차, 산림조합, 금당대주파크빌, 청솔A.금당그리안, 부영3차.팔마중, 상삼출장소, 유심천.금당부영5차A, [순환: 동신아파트 → 드라마촬영장.현대A → 드라마촬영장.송촌A → 드라마촬영장 → 연동대주파크빌1차A→ 왕조2동행정복지센터] | 10분           | 56회                                              | 2019년 9월 1일 경유지변경 2019년 12월 26일 감회 주말 34회로 감축 운행 일부구간 순환운행                                                            |
| 71-1      | 순천교통  | 제일고              | ↔        | 드라마촬영장                   | 제일고, 원가곡, 고지마을, 가곡시영A, 신기, 순천경찰서, 삼산동행정복지센터, 순천대학교, 북초등학교, 구 삼산중학교, 웃장, 의료원로터리, 중앙시장, 남교오거리, 남문파출소, 순천종합버스터미널, 아랫장, 중앙초등학교, 순천역, 이마트, 명말입구, 구암교, 한국병원, 덕연동행정복지센터, 연향동성A, 신한은행, 연향동부A, 연향현대A, 부영2차, 산림조합, 금당대주파크빌, [순환: 정원에코힐A → 해룡농협 → 신흥중.폴리텍대학 → 부영8차 → 대주아파트 → 드라마촬영장.현대A → 드라마촬영장.송촌A → 드라마촬영장 → 연동대주파크빌1차A→ 왕조2동행정복지센터 → 금당부영5차A → 중흥아파트 → 부영9차.왕의중 → 부영3차.팔마중 → 부영6차.청솔A] 드라마촬영장.현대A → 드라마촬영장.송촌A → 드라마촬영장 → 연동대주파크빌1차A→ 왕조2동행정복지센터] | 15~20분        | 28회                                              | 2019년 12월 26일 71번으로부터 분리신설 2021년 3월 13일 종점변경 주말 20회로 감축 운행 일부구간 순환운행                                            |
| 77        | 순천교통  | 제일고              | ↔        | 광양시 광양터미널              | 제일고, 원가곡, 고지마을, 가곡시영A, 신기, 순천경찰서, 삼산동행정복지센터, 순천대학교, 북초등학교, 구 삼산중학교, 웃장, 의료원로터리, 중앙시장, 남교오거리, 남문파출소, 순천종합버스터미널, 아랫장, 순천역, 청춘창고, 조곡삼거리, 철도운동장, 이수중학교, 덕암동, 덕암현대A, 명지장미A, 조례주공1차, 국민은행, 금당고.폴리텍대학, 대주아파트, 드라마촬영장.현대A, 기독재활원, 성가롤로병원, 현대자동차학원, 동주, 덕산, LF스퀘어, 한려대학교, 회암, 광양부영A, 광양병원, 광양읍사무소, 광양여고, 백운마트, 목성아파트, 시계탑사거리, 광양농협, 시외버스터미널 | 6~10분         | 121회                                             | 주말 66회로 감축 운행 |
| 81        | 순천교통  | 제일고              | ↔        | 별량화포                       | 제일고, 원가곡, 고지마을, 가곡시영A, 신기, 순천경찰서, 삼산동행정복지센터, 순천대, 북초등학교, 구 삼산중학교, 웃장, 의료원로터리, 중앙시장, 시청, 순천문화원, 장대공원.평화공원, 청춘창고, 순천역, 중앙초등학교, 아랫장, 순천종합버스터미널, 순천고등학교, 성남교회, 남제동행정복지센터, 신흥, 순천제일대학교, 덕월신보A, 청암대학, 연동, 백토.대동, 효천고, 인덕, 조례 (순환: 우산→상림→하림→진목입구→학서→장산→우명→화포→금천→죽전→무선→풍류→안풍류→동막삼거리→이미→하대→상대→진목→상대→쌍림→하대 우산) | 130~150분      | 7회                                               | 순환 노선 시계 방향 |
| 82        | 순천교통  | 제일고              | ↔        | 별량화포                       | 제일고, 원가곡, 고지마을, 가곡시영A, 신기, 순천경찰서, 삼산동행정복지센터, 순천대, 북초등학교, 구 삼산중학교, 웃장, 의료원로터리, 중앙시장, 시청, 순천문화원, 장대공원.평화공원, 청춘창고, 순천역, 중앙초등학교, 아랫장, 순천종합버스터미널, 순천고등학교, 성남교회, 남제동행정복지센터, 신흥, 순천제일대학교, 덕월신보A, 청암대학, 연동, 백토.대동, 효천고, 인덕, 조례 (순환: 우산→상림→목골→반곡→별량면사무소→남부의원→송천→별량중학교→신송→동막→동막삼거리→이미→하대→상대→진목→상대→하대→이미→안풍류→풍류→무선→죽전→우산) | 130~150분      | 8회                                               | 순환 노선 반시계 방향 |
| 84        | 순천교통  | 제일고              | ↔        | 별량대동                       | 제일고, 원가곡, 고지마을, 가곡시영A, 신기, 순천경찰서, 삼산동행정복지센터, 순천대, 북초등학교, 구 삼산중학교, 웃장, 의료원로터리, 중앙시장, 시청, 순천문화원, 장대공원.평화공원, 청춘창고, 순천역, 중앙초등학교, 아랫장, 순천종합버스터미널, 순천고등학교, 성남교회, 남제동행정복지센터, 신흥, 순천제일대학교, 덕월신보A, 청암대학, 연동, 백토.대동, 효천고, 인덕, 조례, 우산, 상림, 목골, 반곡, 별량면행정복지센터, 남부의원, 송천, 신석, 신석, 척동, 서동, 칠동, 덕산, 도흥, 용두, 구룡삼거리, 용두마을, 구룡마을, 금동, 진치. 명신대, 금동, 과동, 원산입구, 원산, 송기, 용안, 용안, 동화사입구, 개령마을, 흑가, 대동 | 110~150분      | 11회                                              | 일부 시간 죽산, 용두, 대치 경유 주말, 공휴일 5회로 감축 운행                                                                                       |
| 85        | 순천교통  | 제일고              | ↔        | 별량마산                       | 제일고, 원가곡, 고지마을, 가곡시영A, 신기, 순천경찰서, 삼산동행정복지센터, 순천대, 북초등학교, 구 삼산중학교, 웃장, 의료원로터리, 중앙시장, 시청, 순천문화원, 장대공원.평화공원, 청춘창고, 순천역, 중앙초등학교, 아랫장, 순천종합버스터미널, 순천고등학교, 성남교회, 남제동행정복지센터, 신흥, 순천제일대학교, 덕월신보A, 청암대학, 연동, 백토.대동, 효천고, 인덕, 조례, 우산, 상림, 목골, 반곡, 별량면행정복지센터, 남부의원, 송천, 원창역, 신덕교, 신덕, 고장, 마산삼거리, 거차 | 110~130분      | 8회                                               | 창산경유 |
| 86        | 순천교통  | 제일고              | ↔        | 별량                           | 제일고, 원가곡, 고지마을, 가곡시영A, 신기, 순천경찰서, 삼산동행정복지센터, 순천대, 북초등학교, 구 삼산중학교, 웃장, 의료원로터리, 중앙시장, 시청, 순천문화원, 장대공원.평화공원, 청춘창고, 순천역, 중앙초등학교, 아랫장, 순천종합버스터미널, 순천고등학교, 성남교회, 남제동행정복지센터, 신흥, 순천제일대학교, 덕월신보A, 청암대학, 연동, 백토.대동, 효천고, 인덕, 수덕, 수덕, 덕정, 신촌, 송내, 송정, 장학, 신천, 대려.군부대, 무림.온야, 신석, 송천, 남부의원, 별량면행정복지, 반곡 | 50~170분       | 9회                                               | 군부대 경유 일부 시간 서동 경유 |
| 88        | 동신교통  | 검단산성            | ↔        | 보성군 벌교 (삼호병원경유)     | 검단산성차고지,대법, 대법입구, CGV신대점, 중흥2차아파트, 증흥1차아파트, 신대증흥메가타운, 승평중학교, 평화마을, 평화.복성고입구, 삼동, 신원아르시스, 부영6차.청솔A, 금당대주파크빌, 여성문화회관, 국민은행, 덕연동행정복지센터, 한국병원, 구암교, 풍덕중입구, 이마트, 역전시장, 순천역, 중앙초등학교, 아랫장, 순천종합버스터미널, 순천고등학교, 성남교회, 남제동행정복지센터, 신흥, 순천제일대학교, 덕월신보A, 청암대학, 연동, 백토.대동, 효천고, 인덕, 조례, 우산, 상림, 석현, 별량면행정복지센터, 봉덕, 신석, 신석, 척동, 서동, 칠동, 덕산, 도흥, 용두, 구룡, 호동, 동막, 호동주유소, 금치, 진치, 진토재, 장양, 양동, 부대앞, 제석아파트, 벌교터미널, 부용교앞, 벌교역, 벌교주유소, 벌교여고앞, 삼호병원 | 30~40분        | 38회                                              | 2019년 9월 1일 기점변경, 감회, 신흥중 경유 폐지 공휴일 33회로 감축운행                                                                             |
| 94        | 순천교통  | 제일고              | ↔        | 여수시 사곡                    | 제일고, 원가곡, 고지마을, 가곡시영A, 신기, 순천경찰서, 삼산동행정복지센터, 순천대학교, 북초등학교, 구 삼산중학교, 웃장, 중앙시장, 남교오거리, 남문파출소, 순천종합버스터미널, 중앙초등학교, 아랫장, 순천역, 이마트, 홈플러스, 명말, 팔마경기장, 소안.순천만잡월드, 대안, 마산, 풍덕.에코촌, 서가, 월전, 정도ENG, 용전, 발흥, 발흥마을, 호두, 호두마을, 당두, 중앙마트, 율촌면사무소, 율촌중학교앞, 대초, 산수리입구, 월평, 봉두, 송정, 평촌, 중산, 연화, 상봉리, 상봉, 삼산, 반월, 반월, 나사로마을, 복촌, 진목마을, 진목, 진목, 장척마을, 사곡 | 30~70분        | 16회                                              | 주말, 공휴일 10회로 감축 운행 막차 율촌까지 운행                                                                                                   |
| 95        | 순천교통  | 제일고              | ↔        | 여수시 봉전                    | 제일고, 원가곡, 고지마을, 가곡시영A, 신기, 순천경찰서, 삼산동행정복지센터, 순천대학교, 북초등학교, 구 삼산중학교, 웃장, 중앙시장, 남교오거리, 남문파출소, 순천종합버스터미널, 중앙초등학교, 아랫장, 순천역, 이마트, 홈플러스, 명말, 팔마경기장, 소안.순천만잡월드, 대안, 마산, 풍덕.에코촌, 서가, 월전, 정도ENG, 용전, 발흥, 발흥마을, 호두, 호두마을, 당두, 중앙마트, 율촌면사무소, 율촌중학교앞, 대초, 산수리입구, 월평, 봉두, 송정, 평촌, 중산, 연화, 상봉리, 상봉, 입촌, 광암, 봉전 | 60~100분       | 13회                                              | 일부 시간 산수 경유 주말, 공휴일 12회로 감축 운행                                                                                                  |
| 96        | 순천교통  | 제일고              | ↔        | 여수시 애양원 (도성)           | 제일고, 원가곡, 원가곡마을, 참샘마을, 고지마을입구, 가곡시영A, 신기, 순천경찰서, 삼산동행정복지센터, 순천대학교, 북초등학교, 구 삼산중학교, 웃장, 중앙시장, 남교오거리, 남문파출소, 순천종합버스터미널, 중앙초등학교, 아랫장, 순천역, 이마트, 홈플러스, 명말, 팔마경기장, 소안.순천만잡월드, 대안, 마산, 풍덕.에코촌, 서가, 월전, 정도ENG, 용전, 발흥, 발흥마을, 호두, 호두마을, 당두, 중앙마트, 율촌수생당약국 건너, 모래목, 율촌벽돌공장, 조화, 취적, 봉정, 봉정, 신산3구, 신산3구, 율촌새천년가구, 덕산, 냉천, 여수공항, 신풍삼거리, 덕산마을, 신풍구암, 구암1구입구, 구암1구, 구암1구회관, 구암2구회관, 신흥, 애양병원, 애양병원입구 | 40~50분        | 15회                                              | 2018년 1월 1일 경유지 변경 11회 여수공항 내부 운행                                                                                                 |
| 97        | 순천교통  | 제일고              | ↔        | 해룡하사                       | 제일고, 원가곡, 원가곡마을, 참샘마을, 고지마을입구, 가곡시영A, 신기, 순천경찰서, 삼산동행정복지센터, 순천대학교, 북초등학교, 구 삼산중학교, 웃장, 중앙시장, 남교오거리, 남문파출소, 순천종합버스터미널, 중앙초등학교, 아랫장, 순천역, 이마트, 홈플러스, 명말, 팔마경기장, 소안.순천만잡월드, 대안, 마산, 풍덕.에코촌, 서가, 월전, 해룡면행정복지센터, 신흥, 신기, 신기, 도롱, 증흥, 증흥, 해창, 송정, 대한블럭앞, 율리, 가장, 계당마을, 계당, 선학, 농주, 송잠, 성길, 사랑어린학교, 하사마을회관, 하사 | 60~100분       | 10회                                              | 주말 7회로 감축 운행 |
| 98        | 순천교통  | 제일고              | ↔        | 해룡와온                       | 제일고, 원가곡, 원가곡마을, 참샘마을, 고지마을입구, 가곡시영A, 신기, 순천경찰서, 삼산동행정복지센터, 순천대학교, 북초등학교, 구 삼산중학교, 웃장, 중앙시장, 남교오거리, 남문파출소, 순천종합버스터미널, 중앙초등학교, 아랫장, 순천역, 이마트, 홈플러스, 명말, 팔마경기장, 소안.순천만잡월드, 대안, 마산, 풍덕.에코촌, 서가, 월전, 해룡면행정복지센터, 신흥, 신기, 신기, 도롱, 증흥, 증흥, 해창, 송정, 대한블럭앞, 율리, 가장, 계당마을, 계당, 선학, 농주, 송잠, 성길, 노월, 유룡, 와온, 와온2반, 와온선창 | 80~100분       | 19회                                              | 주말 6회로 감축 운행 |
| 100       | 순천교통  | 제일고              | ↔        | 제일고                         | 제일고, 가곡대광로제비앙, 서면농협, 북차, 서면사무소, 동산초등학교, 순천교도소, 서면포레나A, 강청, 공단사거리, 화물공영차고지, 화정.합곡, NC백화점, 신월, 조례시영A.법원, 왕조1동행정복지센터, 신월, 금당고.폴리텍대학, 대주아파트, 금당동신A, 금당부영5차, 중흥아파트, 부영9차.왕의중, 부영3차.팔마중, 신원아르시스, 삼동, 평화.복성고입구, 평화마을, 부영CC, 신대중흥8차아파트, 신대교, 증흥5차아파트, 증흥 메가타운입구, 연향마을, 팔마경기장, 블루시안(명말), 대주피오레, 국가정원(동문), 국가정원(서문), 청암대학, 청암대학, 덕월신보A, 순천제일대학교, 신흥, 남제동행정복지센터, 순천고등학교, 남문파출소, 남교오거리, 중앙시장, 의료원로터리, 웃장, 구 삼산중학교, 북초등학교, 순천대학교, 삼산동행정복지센터, 순천경찰서, 가곡시영A, 고지삼거리, 고지마을, 원가곡, 제일고 | 15~20분        | 51회                                              | 2019년 9월 1일 경유지변경 순환 노선 시계 방향 순환 주말 30회로 감축 운행                                                                           |
| 101       | 순천교통  | 제일고              | ↔        | 제일고                         | 제일고, 원가곡, 고지마을, 가곡시영A, 신기, 순천경찰서, 삼산동행정복지센터, 순천대학교, 북초등학교, 구 삼산중학교, 웃장, 의료원로터리, 중앙시장, 남교오거리, 남문파출소, 순천고등학교, 성남교회, 남제동행정복지센터, 신흥, 순천제일대학교, 덕월신보A, 청암대학, 청암대학, 국가정원(서문), 국가정원(동문), 세영아파트, 명말, 팔마경기장, 증흥5차아파트, 신대교, 신대증흥8차아파트, 부영CC, 평화마을, 평화.복성고입구, 삼동, 신원아르시스, 부영3차.팔마중, 상삼출장소, 중흥아파트, 유심천.금당부영5차, 동신아파트, 대주아파트, 조례초.폴리텍대학, 순천병원, 왕조1동행정복지센터, 조례시영A.법원, NC백화점, 압곡.화정, 화물공영차고지, 공단사거리, 지본입구, 순천교도소, 서면농협, 북차, 서면행정복지센터, 동산초등학교, 가곡대광로제비앙, 제일고 | 15~20분        | 51회                                              | 2019년 9월 1일 경유지변경 순환 노선 반시계 방향 순환 주말 30회로 감축 운행                                                                         |
| 111       | 동신교통  | 해룡대안            | ↔        | 송광사                         | 해룡대안, 소안, 연향마을, 팔마경기장, 이마트, 역전시장, 순천역, 중앙초등학교, 아랫장, 순천종합버스터미널, 남문파출소, 남교오거리, 중앙시장, 의료원로터리, 웃장, 구 삼산중학교, 북초등학교, 순천대학교, 삼산동행정복지센터, 순천경찰서, 가곡시영A, 고지마을, 원가곡, 제일고, 가곡대광로제비앙, 서면농협, 북차, 서면행정복지센터, 임촌, 동산, 월산, 당천, 구만리, 둔대, 개운, 학구삼거리, 대구, 대구1구, 서면대구2리, 대구2구, 서면송암사, 월내, 용계, 월계리용계, 원다리, 승주읍행정복지센터, 서평마을, 접치(접치마을), 행정(행정마을), 용강, 창촌, 주암초교, 광천(파출소앞), 원동, 주암초교, 오봉, 평촌 | 25~40분        | 13회                                              | 2014년 4월 10일 일부 변경 2020년 2월 25일 감회 접치길, 행정길 분리운행 4회 행정마을 경유 1회 운룡, 백록, 대구 경유 광천발 막차 2회 제일고까지 운행 |
| 200       | 순천교통  | 순천역입구          | ↔        | 청암대학교                     | 순천역입구, 순천역, 이마트, 홈플러스, 블루시안(명말), 대주피오레(세영A), 순천만국가정원 동문, 순천만국가정원 서문, 청암대학교 | 30~35분        | 28회                                              | 2023년 3월 31일부터 10월 31일까지 한시적 운행 (2023순천만국제정원박람회)                                                                           |
| 555       | 동신교통  | 검단산성            | ↔        | 중앙동주민센터                 | 검단산성차고지, 대법, 대법입구, CGV신대점, 매안초교, 증흥2차아파트, 증흥1차아파트, 신대중흥메가타운, 승평중학교, 평화마을, 평화.복성고입구, 삼동, 신원아르시스, 부영6차.청솔A, 정원에코힐A, 해룡농협, 신흥중.폴리텍대학, 부영8차, 조례초.폴리텍대학, 국민은행앞, 순천공고후문, 조례석화아파트, 석호아파트, 금강메트로빌, 둑실, 선거관리위원회, 성동초교, 성동다리, 시청, 중앙시장, 의료원로터리, 중앙동행정복지센터 | 15~20분        | 23회                                              | 2019년 9월 1일 신설 2020년 2월 25일 감회 |
| 777       | 순천교통  | 청암대학교          | ↔        | 광양시 광양터미널              | 청암대학, 덕월신보A, 순천제일대학교, 신흥, 한경아파트, 하나로마트, 남산중학교,철우아파트, 풍덕주공A, 삼산맨션, 홈플러스, 명말, 팔마경기장, 연향마을.전남동부지역본부, 호반A입구.청소년문화의집, 연향부영2차, 대석마을, 금당그린공원, 금당대주파크빌, 청솔A.금당그리안, 부영3차.팔마중, 상삼출장소, 증흥아파트, 왕조2동행정복지센터, 왕지아파트, 왕지초등학교, 드라마촬영장.송촌A, 기독재활원, 성가롤로병원, 현대자동차학원, 동주, 덕산, LF스퀘어, 한려대학교, 광양부영A, 광양병원, 광양읍사무소, 광양여고, 백운마트, 목성아파트, 시계탑사거리, 광양농협, 시외버스터미널 | 20~30분        | 32회                                              | 2018년 4월 3일 기점변경 2019년 9월 11일 경유지변경 2020년 3월 22일 감회 주말 18회로 감축 운행                                                      |
| 960       | 순천교통  | 제일고              | ↔        | 여수시청                       | 제일고, 원가곡, 고지마을, 가곡시영A, 신기, 순천경찰서, 삼산동행정복지센터, 순천대학교, 북초등학교, 구 삼산중학교, 웃장, 중앙시장, 남교오거리, 남문파출소, 순천종합버스터미널, 중앙초등학교, 아랫장, 순천역, 이마트, 홈플러스, 명말, 팔마경기장, 소안.순천만잡월드, 대안, 마산, 풍덕.에코촌, 서가, 월전, 정도ENG, 용전, 발흥, 발흥마을, 호두, 호두마을, 당두, 중앙마트, 율촌수생당약국 건너, 모래목, 율촌벽돌공장, 조화, 취적, 봉정, 봉정, 신산3구, 신산3구, 율촌새천년가구, 덕산, 냉천, 여수공항, 여수공항내, 마전, 노촌, 장전, 신기, 구족도1구, 구족도2구, 원대포, 꼬막마을, 해지마을, 기동마을, 여천초등학교, 석창사거리, 석창, 반월마을, 내동마을, 여천고등학교, 쌍봉사거리(세제백화점), 여수시청 | 130~180분      | 4회                                               | 2018년 1월 1일 신설 |

### 폐선 노선
| 노선 번호 | 운행 업체 | 운행구간             | 운행구간 | 운행구간            | 경유지 | 배차 간격 (분)           | 운행 횟수 | 비고                                                                                          |
| --------- | --------- | -------------------- | -------- | ------------------- | --- | ------------------------ | --------- | --------------------------------------------------------------------------------------------- |
| 13        | 동신교통  | 해룡대안             | ↔        | 조비                | 팔마경기장, 이마트, 순천역, 아랫장, 순천종합버스터미널, 순고오거리, 중앙시장, 웃장, 순천대, 순천경찰서, 향림사, 향림현대A, 석현저수지(향림골노인정), 성산요양원                                                                                                   | 80~90분                  | 10회      | 2017년 11월 23일 14번 조비행 노선에서 분리되어 신설 2021년 1월 11일 14번에 통합               |
| 50        | 동신교통  | 해룡대안             | ↔        | 금강메트로빌        | 풍덕초등학교, 명말, 구암마을, 덕암마을, 덕암아남, 덕우마을, 송보A, 덕연동주민센터, 조례주공1차A, 이수중, 철도마을박물관, 금호타운철도관사, 수정맨션철도관사, 조곡동주민센터, 청춘창고, 순천역, 아랫장, 장천사거리, 순천문화원, 성동초등학교, 선거관리위원회, 둑실 | 75~130분                 | 9회       | 2019년 7월 8일 신설 2019년 7월 22일 경유지 변경 2021년 1월 4일 폐선 (5번에 흡수)              |
| 52-1      | 순천교통  | 제일고               | ↔        | 청암대              | 선평삼거리, 교도소, 강청, 순천소방서, 망북, 효산고, 예술회관, 순천대, 웃장, 중앙시장, 순고오거리, 순천종합버스터미널, 아랫장, 순천역, 이마트, 풍덕금호A, 남산중, (순환: 오천택지지구 → 순천만국가정원 서문 → 청암대학교 → 덕월신보A → 제일대학교 → 신흥삼거리)    | 20~30분                  | 72회      | 2016년 4월 26일 52번에서 분리 2018년 4월 3일 52번과 통합                                      |
| 67        | 순천교통  | 해룡대안             | ↔        | 인안초교 (조례)     | 팔마경기장, 이마트, 순천역, 아랫장, 순천종합버스터미널, 순천고, 신흥삼거리, 오천택지지구, 순천만국가정원 서문, 청암대, 도사초교, 어린이교통공원, 순천만, 안풍, 월평, 조례                                                                                         | 30~90분                  | 30회      | 2014년 4월 20일부터 감회 2019년 9월 1일부터 기점, 경유지 변경, 감회 2020년 3월 20일 폐선      |
| 72        | 순천교통  | 제일고               | ↔        | 신대지구 (매안초교) | 순천경찰서, 순천대, 웃장, 중앙시장, 남교R, 순천종합버스터미널, 아랫장, 순천역, 조곡삼거리, 이수중, 조례삼거리, 동성A, 부영2차, 금당대주, 부영10차, 삼동, 복성고입구, 평화, 신대지구(중흥1차A~중흥2차A)                                                            | 40~50분                  | 23회      | 노선 중복으로 인해 2014년 4월 10일 폐선                                                       |
| 73        | 동신교통  | 신대지구 (CGV신대점) | ↔        | 롯데캐슬 (범암)     | 매안초교, 신대중흥2차, 중흥1차, 승평중, 평화마을, 평화․복성고입구, 삼동, 신원아르시스, 부영3차(팔마중), 부영5차․유심천, 동신A, 대주A, 조례초등학교, 순천병원, 왕조1동주민센터, 조례시영A, NC백화점                                                                | 10~30분                  | 46회      | 2014년 4월 10일 노선 변경 2014년 9월 4일 기점 변경 2019년 9월 1일 폐선                        |
| 670       | 순천교통  | 드라마촬영장         | ↔        | 순천만국가정원      | 금당동신A(복편:왕지현대아파트), 국민은행, 구암교, 이마트, 순천역, 아랫장, 순천종합버스터미널, 신흥삼거리, 오천택지지구 | 150~200분 (주말 60~90분) | 8회       | 2014년 4월 10일 신설 2014년 9월 4일 기점 변경 2015년 4월 24일 경유지 변경 2019년 9월 1일 폐선 |

## 타 지역 차적의 버스 노선

### 광양시의 시내버스
| 노선 번호 | 운행 업체 | 운행구간       | 운행구간 | 운행구간 | 경유지                                                                 | 배차 간격 (분) | 비고                          |
| --------- | --------- | -------------- | -------- | -------- | ---------------------------------------------------------------------- | -------------- | ----------------------------- |
| 990 991   | 광양교통  | 중마버스터미널 | ↔        | 송보7차  | 용강리, 광양읍, 왕지지구, 순천터미널, 순천대학교, 제일고, 구상, 광양읍 | 30분           | 991번 한정 막차 2회 마동 경유 |

### 여수시의 시내버스
| 노선 번호 | 운행 업체                             | 운행구간 | 운행구간 | 운행구간 | 경유지 | 배차 간격 (분) | 비고 |
| --------- | ------------------------------------- | -------- | -------- | -------- | --- | -------------- | ---- |
| 330       | 동양교통, 오동운수 여수여객, 광우시내 | 미평     | ↔        | 순천역   | 여수터미널, 시민회관, 서시장, 여수경찰서, 신기A, 국민은행, 여천역, 석창, 덕양, 여수공항, 율촌동양엔파트, 율촌역, 월전, 팔마경기장 | 160~180분      | 5회  |